# Áz–ván háború

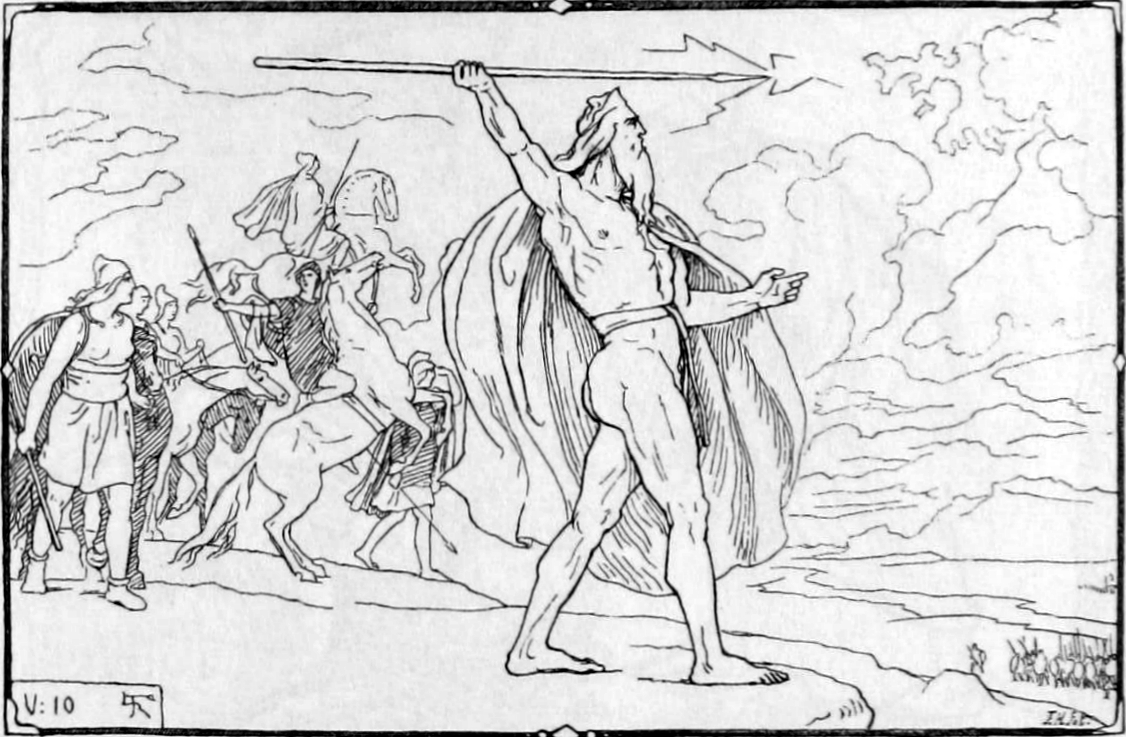
Odin a dárdáját a vánok felé dobja – Lorenz Frølich (1895)

Az áz–ván háború (Vanakriget) a skandináv mitológiában szereplő két istencsoport, az ázok és a vánok között zajlott le. A háború kiváltó oka a bizonytalan eredetű - talán a vánok közül való - Gullveig (más néven Heidr) meggyilkolása volt, akit az ázok háromszor keresztülszúrtak a lándzsáikkal, és elégettek, azonban Gullveig minden alkalommal feltámadott. Mikor a vánok aranyat követeltek a Gullveigen esett sérelmekért, az ázok inkább a háborút választották. Mikor Odin, az áz főisten elhajította varázserejű dárdáját, a Gungnirt a ván sereg felé, a háború kezdetét vette.
Ám hamarosan belefáradtak a küzdelembe, ezért békét kötöttek: a szertartás részeként beleköptek a közéjük helyezett edénybe, és amely tartalmából  megteremtették Kvasirt, a kivételesen bölcs férfit, akinek lecsapolt és mézzel mézsörré erjesztett vére a költészet italává vált. Hogy a békét biztosítsák, mindkét fél vendég-túszokat küldött a másikhoz. A vánok közül Njörd, Frey és Freyja költöztek Ázgárdba, míg az ászok Hönir és Mimir isteneket küldték a vánokhoz, utóbbit a legbölcsebb ázként tartottak számon.
Egyesek úgy tolmácsolják az áz–ván háborút, mint mitológiai ábrázolását a ténynek, hogy egy harciasabb vallás kiszorította a régebbi, békés és termékenységkultuszon alapuló vallást. Mások cáfolják ezt, és rámutatnak, hogy hasonló mitológiai konfliktusok megtalálhatok más európai népeknél is. Ilyen például a görög mitológiában az istenek és a titánok harca.
| Az Edda így írja le a háború okát: Emlékszem e világ első harcára: Gullveig aranyasszonyt lándzsákkal leszúrták, és elégették Ódin oltárán. Háromszor hamvadott, háromszor kelt holtából, sorjában sokszor - ma mégis él. | ...és a harcokat: Ódin odavágta lándzsáját, hol a harc dúlt - a népek első evilági csatája -, az ázok várfala már le is omolt, a teret a harcias vánok tiporták. |

## Fordítás
- Ez a szócikk részben vagy egészben  a   Vanakriget című svéd Wikipédia-szócikk fordításán alapul.  Az eredeti cikk szerkesztőit annak laptörténete sorolja fel. Ez a jelzés csupán a megfogalmazás eredetét és a szerzői jogokat jelzi, nem szolgál a cikkben szereplő információk forrásmegjelöléseként.